# 麦格拉斯 (明尼苏达州)
麦格拉斯（McGrath），美国明尼苏达州艾特金县城市，位于该县南部。总面积0.93平方公里，总人口80（2010年美国人口普查）。